# Dunja Zdouc
Dunja Zdouc (ur. 3 stycznia 1994 w Klagenfurcie) – austriacka biathlonistka, czterokrotna medalistka mistrzostw Europy, reprezentantka kraju w zawodach Pucharu Świata oraz na mistrzostwach świata.

## Kariera
Pierwszy raz na arenie międzynarodowej pojawiła się w 2011 roku, startując na mistrzostwach świata juniorów w Novym Měscie. Zajęła tam 17. miejsce w biegu indywidualnym, 32. w sprincie, 23. w biegu pościgowym i 9. w sztafecie. Jeszcze trzykrotnie startowała w zawodach tego cyklu, zdobywając między innymi brązowy medal w sztafecie podczas mistrzostw świata juniorów w Presque Isle w 2014 roku.
W zawodach Pucharu Świata zadebiutowała 4 grudnia 2014 roku w Östersund, gdzie zajęła 73. miejsce w biegu indywidualnym. Pierwsze pucharowe punkty zdobyła trzy dni później, kończąc rywalizację w biegu pościgowym na 32. pozycji. Najlepsze wyniki osiągnęła w sezonie 2020/2021, kiedy zajęła 25. miejsce w klasyfikacji generalnej.
Podczas mistrzostw świata w Pokljuce w lutym 2021 roku wspólnie z Davidem Komatzem, Simonem Ederem i Lisą Hauser zdobyła srebrny medal w sztafecie mieszanej. Na mistrzostwach Europy w Otepää w 2015 roku zdobyła srebrne medale w biegu indywidualnym i sprincie oraz brązowy w biegu pościgowym. Była też trzecia w biegu pościgowym na mistrzostwach Europy w Novym Měscie rok wcześniej.
W 2018 roku brała udział w igrzyskach olimpijskich w Pjongczangu, zajmując miejsca w piątej i szóstej dziesiątce.

## Osiągnięcia

### Igrzyska olimpijskie
| Rok  | Miejscowość | Konkurencje | Konkurencje | Konkurencje | Konkurencje | Konkurencje | Konkurencje | Konkurencje |
| Rok  | Miejscowość | IN          | SP          | PU          | MS          | RL          | MR          | SR          |
| ---- | ----------- | ----------- | ----------- | ----------- | ----------- | ----------- | ----------- | ----------- |
| 2018 | Pjongczang  | 58.         | 48.         | 58.         | –           | –           | –           | nd.         |
| 2022 | Pekin       | –           | 85.         | –           | –           | 9.          | –           | nd.         |

### Mistrzostwa świata
| Rok  | Miejscowość | Konkurencje | Konkurencje | Konkurencje | Konkurencje | Konkurencje | Konkurencje | Konkurencje |
| Rok  | Miejscowość | IN          | SP          | PU          | MS          | RL          | MR          | SR          |
| ---- | ----------- | ----------- | ----------- | ----------- | ----------- | ----------- | ----------- | ----------- |
| 2015 | Kontiolahti | 30.         | 17.         | 23.         | 30.         | 11.         | –           | nd.         |
| 2016 | Oslo        | 52.         | 58.         | 28.         | –           | 12.         | 5.          | nd.         |
| 2017 | Hochfilzen  | 11.         | 47.         | 42.         | –           | DSQ         | –           | nd.         |
| 2020 | Anterselva  | –           | 64.         | –           | –           | –           | –           | –           |
| 2021 | Pokljuka    | 42.         | 38.         | 11.         | –           | 7.          | 2.          | –           |
| 2023 | Oberhof     | 14.         | 45.         | 43.         | –           | 5.          | 4.          | –           |

### Mistrzostwa Europy
| Rok  | Miejscowość          | Konkurencje | Konkurencje | Konkurencje | Konkurencje | Konkurencje | Konkurencje | Konkurencje |
| Rok  | Miejscowość          | IN          | SP          | PU          | MS          | RL          | MR          | SR          |
| ---- | -------------------- | ----------- | ----------- | ----------- | ----------- | ----------- | ----------- | ----------- |
| 2014 | Nové Město na Moravě | 8.          | 9.          | 3.          | nd.         | 5.          | nd.         | nd.         |
| 2015 | Otepää               | 2.          | 2.          | 3.          | nd.         | –           | nd.         | nd.         |

### Mistrzostwa świata juniorów
| Rok  | Miejscowość          | Konkurencje | Konkurencje | Konkurencje | Konkurencje | Konkurencje | Konkurencje | Konkurencje |
| Rok  | Miejscowość          | IN          | SP          | PU          | MS          | RL          | MR          | SR          |
| ---- | -------------------- | ----------- | ----------- | ----------- | ----------- | ----------- | ----------- | ----------- |
| 2011 | Nové Město na Moravě | 17.         | 32.         | 23.         | nd.         | 9.          | nd.         | nd.         |
| 2013 | Obertilliach         | 19.         | 22.         | 7.          | nd.         | 9.          | nd.         | nd.         |
| 2014 | Presque Isle         | 11.         | 11.         | 10.         | nd.         | 3.          | nd.         | nd.         |
| 2015 | Mińsk                | 4.          | 32.         | 15.         | nd.         | 5.          | nd.         | nd.         |

### Puchar Świata

#### Miejsca w klasyfikacji generalnej
| Sezon     | Miejsce |
| --------- | ------- |
| 2014/2015 | 58.     |
| 2015/2016 | 73.     |
| 2016/2017 | 63.     |
| 2019/2020 | 74.     |
| 2020/2021 | 25.     |
| 2021/2022 | 44.     |
| 2022/2023 | 38.     |
| 2023/2024 | 93.     |
| 2024/2025 | 96.     |

### Puchar IBU

#### Miejsca w klasyfikacji generalnej
| Sezon     | Miejsce |
| --------- | ------- |
| 2013/2014 | 34      |